# Skinnarebo G&CC
Skinnarebo G&CC är en golfklubb i Småland.
Banan ligger söder om Jönköping, och har en 18-hålsbana och en 9-håls pay and play-bana. I anslutning till banan finns shop, driving range och två olika övningsområden. Skinnarebo ingår i samarbetet Golfköping.
Banan är en skogsbana.
Klubbens pro heter Eddy Eriksson, han spelade tidigare elitseriehockey i HV71. Han äger även klubbens pro shop, som han givit namnet Centra proshop.